# (11583) Breuer
(11583) Breuer ist ein Asteroid des Hauptgürtels, der am 12. August 1994 vom belgischen Astronom Eric Walter Elst am La-Silla-Observatorium (IAU-Code 809) der Europäischen Südsternwarte in Chile entdeckt wurde.
Der Asteroid wurde am 23. Mai 2000 nach dem österreichischen Arzt, Physiologen und Psychiater Josef Breuer (1842–1925) benannt, der neben Sigmund Freud als Mitbegründer der Psychoanalyse gilt.